# Laccophilus succineus
Laccophilus succineus är en skalbaggsart som beskrevs av Régimbart 1889. Laccophilus succineus ingår i släktet Laccophilus och familjen dykare. Inga underarter finns listade i Catalogue of Life.